# Clarias gabonensis
Clarias gabonensis es una especie de pez de la familia Clariidae en el orden de los Siluriformes.

## Morfología
• Los machos pueden llegar alcanzar los 36 cm de longitud total.

## Distribución geográfica
Se encuentran en África: cuenca del río Congo.